# Corbuliporina
Corbuliporina is een monotypisch mosdiertjesgeslacht uit de familie van de Cribrilinidae en de orde Cheilostomatida. De wetenschappelijke naam ervan is in 2010 voor het eerst geldig gepubliceerd door Vieira, Gordon, Souza & Haddad.

## Soorten
- Corbuliporina crepida Vieira, Gordon, Souza & Haddad, 2010